# Norrbotniabanan
Norrbotniabanan är en planerad järnväg mellan Umeå och Luleå. Järnvägen kan ses som en förlängning av Botniabanan. Till skillnad från den nuvarande stambanan som går i inlandet är tanken att järnvägen ska ha en kustnära dragning och därmed passera Robertsfors, Skellefteå, Piteå, och Luleå. Den blir cirka 270 kilometer lång. 

## Bakgrund

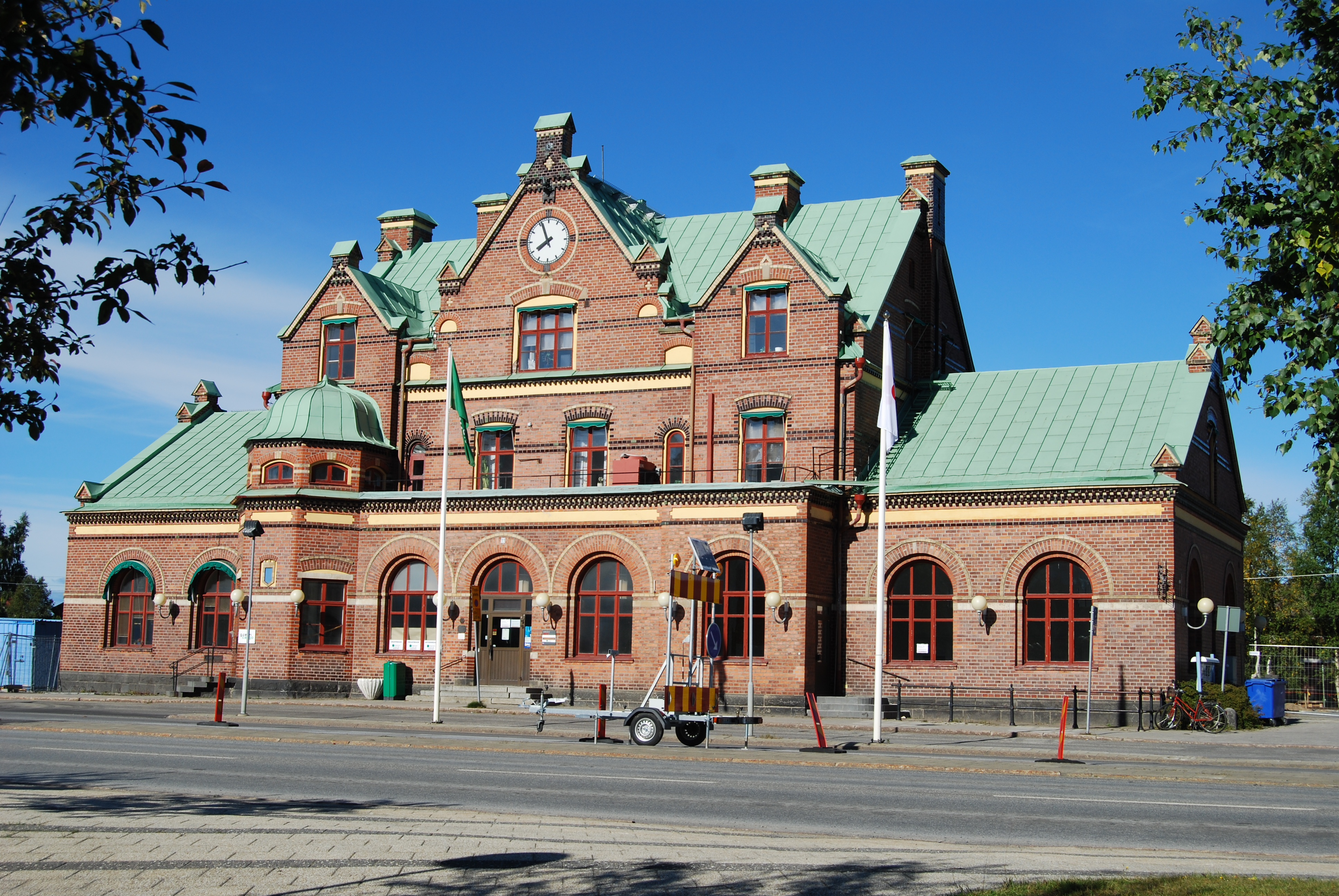
Norrbotniabanan börjar vid Umeå centralstation.

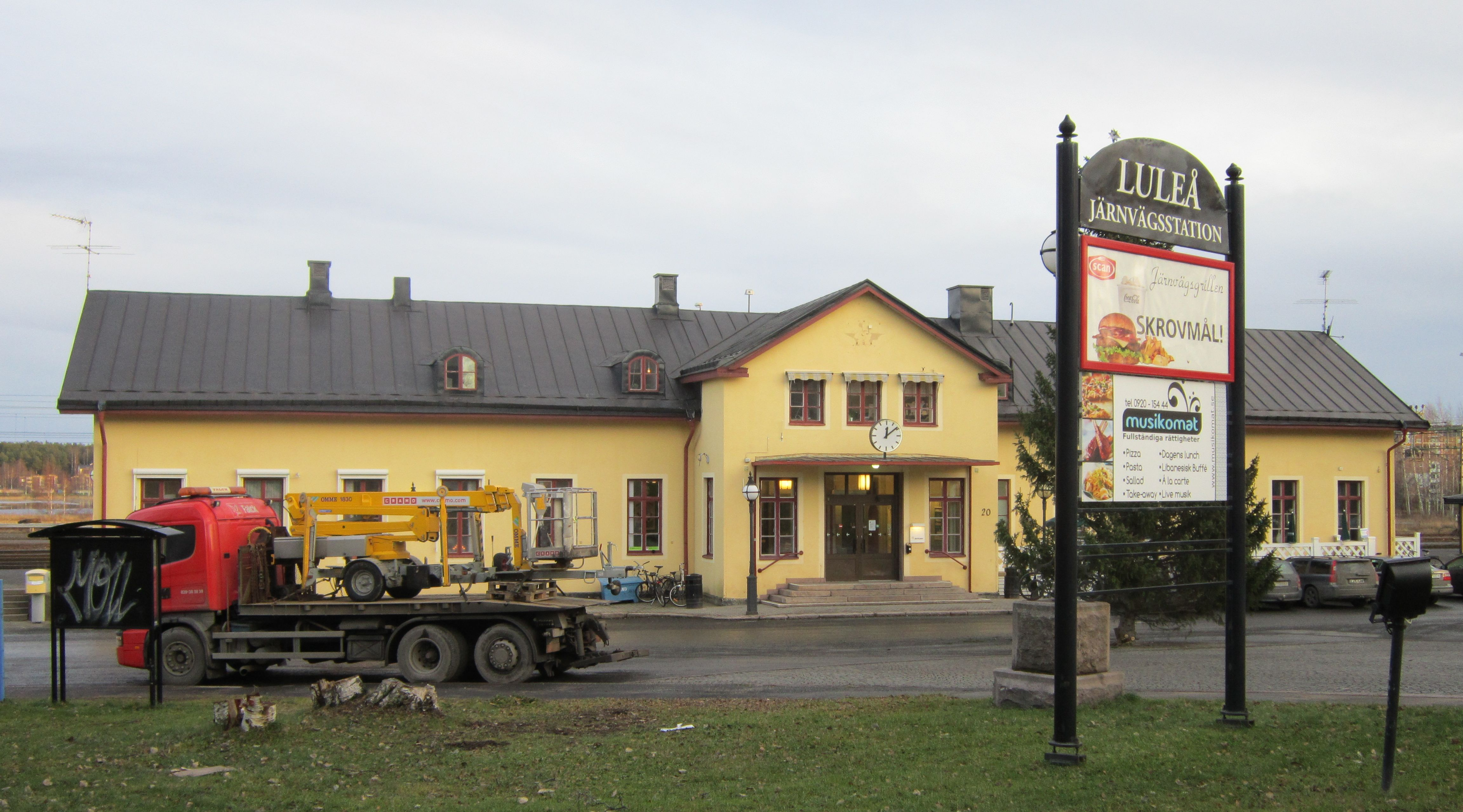
Banan planeras att avslutas i Luleå.

Den nya järnvägen har två syften, dels förbättringar för godstransporterna och dels möjliggöra persontrafik längs kusten i Övre Norrland.
Godstransporterna får tidsvinster på flera timmar och man kan även lasta mer på varje tåg. Problemen med stambanan (kurvor, bärighet, lutning) gör att godstågen bara kan lastas till två tredjedelar, 1 000 ton mot normalt 1 600 ton per tåg. Många av de tunga industrierna i Nordsverige ligger vid kusten och exporterar huvuddelen av godset. Man räknar med att kunna öka godstransporterna med 40 procent. När järnvägen är klar kommer även den utländska trafiken mellan Finland och Sverige sannolikt att öka, då den förbättrade Haparandabanan ger en bättre kapacitet för tåg mot Torneå, Kemi och Uleåborg.
Persontrafiken bedöms få en gynnsam utveckling. Norra Sverige är visserligen glesare befolkat än södra, men det berörda kuststråket (Umeå–Luleå) ska 2017 ha varit lika tätbefolkat som Västra Götalands län. Eftersom man med tåg snabbt kommer att kunna nå de större orterna som Umeå eller Luleå, innebär detta att arbetsmarknaden blir rörligare och att invånarna i högre grad kan bo och studera eller arbeta på olika orter. Skellefteå och Piteå är idag bland de största orterna i Sverige som saknar persontrafik på järnväg. Det bor sammanlagt drygt 310 000 personer (2012) i de kommuner som banan är tänkt att dras genom (Umeå, Robertsfors, Skellefteå, Piteå och Luleå). Vinsten med persontrafik är inte självklar på grund av investeringskostnaderna och huruvida alternativa färdsätt skulle kunna övervägas, till exempel bussar drivna av etanol från skogsavfall. Ett argument för järnväg är dock att restiderna kan göras kortare än vad som är möjligt med busstrafik och att järnvägen då blir mer attraktiv än busstrafik och därmed mer utnyttjad.
Det är troligt att Norrbotniabanan kräver ombyggnad av Ostkustbanan söder om Sundsvall till dubbelspår, annars kan man troligen inte utnyttja den ökade kapaciteten. En sådan utbyggnad diskuteras också av bland andra Trafikverket, lokala politiker, medier och andra.

## Genomförande
Dåvarande Banverket redovisade 2009 i ett förslag till den nationella planen för transportsystemet 2010–2021 att Norrbotniabanan inte skulle finnas med. Där står 
Norrbotniabanan, ny kustnära järnväg mellan Umeå och Luleå, ingick med projektstart i slutet av planperioden i Framtidsplan för järnvägen 2004–2015. Utvecklingsbehov och problem med flaskhalsar har, i förhållande till tillgängliga resurser, bedömts vara ännu mer akuta på flera andra delar av järnvägssystemet.
Den 1 april 2010 kom beslutet för hur den nationella planen för transportsystemet 2010–2021 skulle se ut och där fanns, liksom i tidigare förslag, inte Norrbotniabanan med. Däremot skulle Trafikverket tillsammans med regioner och näringslivsintressenter få i uppdrag att utreda förutsättningarna för medfinansiering av en första etapp, den mellan Piteå och Skellefteå.
I dåvarande Banverkets planeringsnivå +50% (avser om 50 % mer pengar än tidigare plan skulle beviljas) fanns Norrbotniabanan med under perioden 2010–2019. Dock skrev Banverket i rapporten att de bedömer nivån +50% som den enda realistiska om transportbehovet ska kunna möta den ökade efterfrågan. Regeringen Reinfeldt avstyrkte +50% för planperioden 2010-2019, och höll snarare +15% som en möjlig nivå.
Norrbotniabanan har den fördelen i beräkningen att den kan fås samhällsekonomiskt lönsam redan med befintliga transportbehov, eftersom den minskar kostnaden för den omfattande godstrafiken, och sänker restiderna kraftigt mellan städerna. För många andra nybyggen måste man räkna med en ökning i totala transportbehovet, till exempel genom att folk tar jobb på längre avstånd när det går lättare att resa, annars visar beräkningen inte samhällsekonomisk lönsamhet. Sådana ökningar har dock skett för byggen nära storstäderna. Det kan dock debatteras hur lönsamt det är för samhället eftersom korta resvägar till arbetet är ekonomiskt bra, även om större geografisk arbetsmarknad ger fördel av större urval både för företag och anställda. Norrbotniabanan har alltså fördelen med mer kortsiktiga och beräkningsbara fördelar samhällsekonomiskt.
Regeringen Persson (som styrde till 2006) ställde sig positiv till satsningen. Det fanns en uppgörelse med Miljöpartiet som innebar att banan skulle byggas. De beställde järnvägsutredningar för sträckan som blev klara 2011. Arbetena med de slutliga planerna påbörjades dock först 2016.
Regeringen Reinfeldt (2006–2014) ställde sig mer tveksam till Norrbotniabanan, men ansvarig minister Åsa Torstensson sa att den ska byggas så småningom, inte byggstart 2010, utan mer i stil med 2020.
Regeringen Löfven I ville 2014 tilldela pengar för att påbörja bygget av Norrbotniabanan, dock hade inte datum för byggstart beslutats. Det var ett rödgrönt vallöfte inför valet 2010, men regeringsmakten gick då fortsatt till Alliansen. Regeringen beslutade senare skjuta upp byggstart till efter valet 2018.
Europeiska unionen har 2011 lovat bidra med upp till 20 % av projektets kostnad. Även kommunerna är villiga att bidra med pengar och lån. EU-kommissionen har betonat att Botniska korridoren ska vara fullt utbyggd senast år 2030.
Trafikverket arbetar sedan alla järnvägsutredningar färdigställts med att ta fram järnvägsplaner för sträckan Umeå–Skellefteå.

### Sträckan Umeå-Dåva

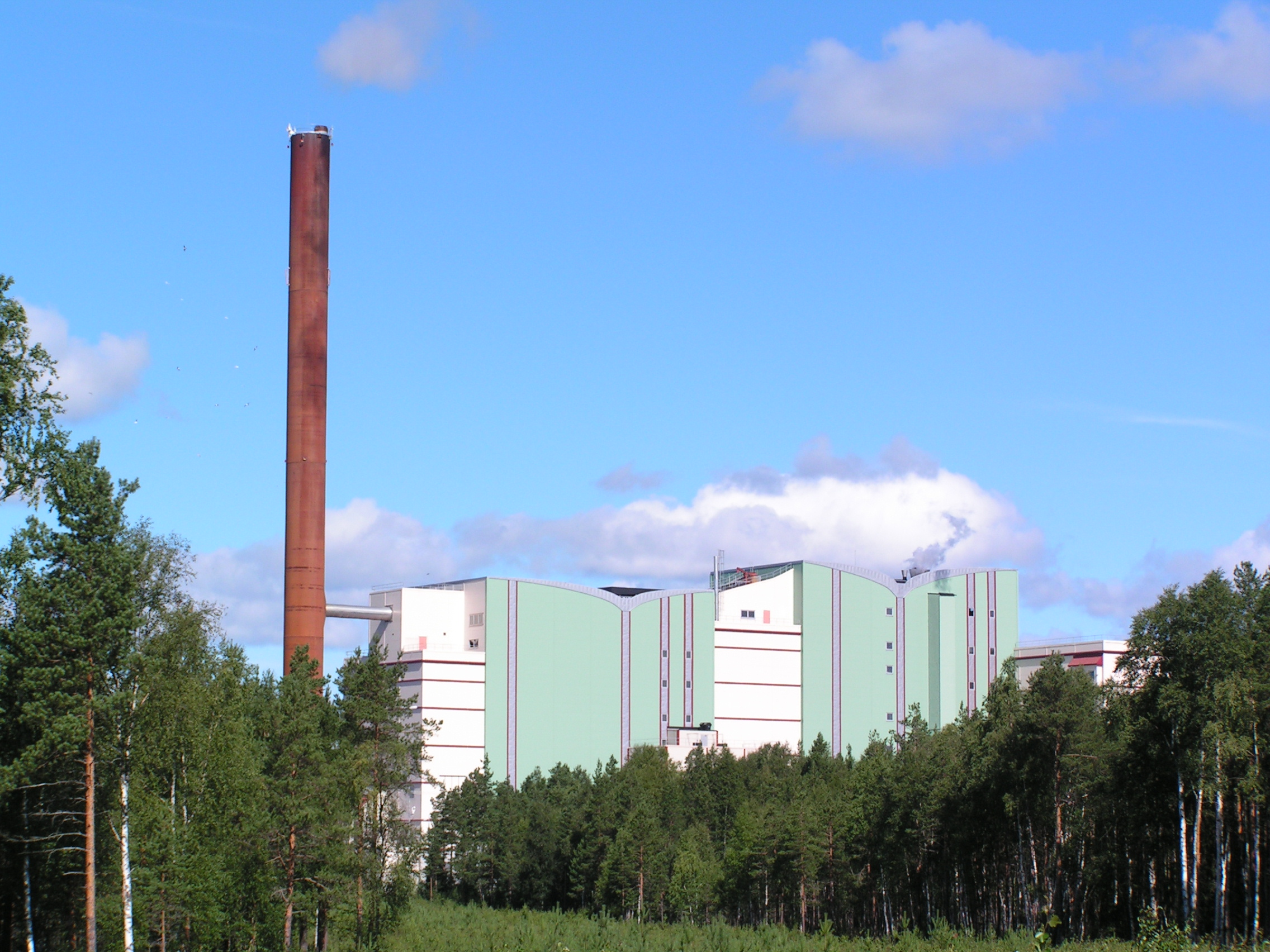
Dåva kraftvärmeverk i Umeå kommun.

Byggstart för den 12 kilometer långa sträckan Umeå-Dåva skedde 23 augusti 2018. Denna sträcka kommer innan sträckan Dåva-Skellefteå är klar bara trafikeras av godståg med träbränsle till Umeå värmeverk i Dåva. En fördröjning på två år orsakades av att Ersmarkstunneln söder om Dåva överklagades och sedan fick upphandlas igen för att nya regler införts.
Förberedande entreprenader har genomförts i form av avverkning, flytt av ledningar och utförande av jord- och bergsskärningar med mera. I mars 2025 meddelades att företaget Nyab vunnit upphandlingen att utföra banarbeten och installationer av el- och telekablar. Arbetet påbörjas i april 2025 och skall vara färdigt i slutet av år 2026.

### Sträckan Dåva-Skellefteå
Regeringen Löfven II anslog 7 miljarder kronor i nationella planen för transportsystemet 2018–2029 till sträckan Dåva-Skellefteå för byggstart senast 2024 och trafikstart 2028. Byggplanerna var 2018 på gång för denna sträcka vilket innebar några års godkännandeprocess inklusive domstolsprocesser på grund av eventuella överklaganden. Regeringen avslog den 7 december 2023 alla överklaganden för sträckan Dåva-Skellefteå och järnvägsplanen vann därmed laga kraft. Efter lite betänketid gav regeringen den 11 februari 2025 klartecken för upphandling och byggstart. Start för produktion beräknas kunna ske under 2025-2026 med trafikstart tidigast 2032.

### Sträckan Skellefteå-Luleå
Detaljplanering för sträckan inleddes 2021, och under 2023 inleddes arbetet med järnvägsplanerna.
Planerad byggstart för Skellefteå-Luleå beräknas till 2032.

## Sträckning och standard
Banan ska ha samma standard som Botniabanan, vilket innebär enkelspår och max tillåten hastighet 250 km/h.
Norrbotniabanan utreds av Trafikverket. Sträckan Umeå-Luleå är indelad i sex järnvägsutredningar, två av dessa delfinansieras av Norrbotniabanan AB. Syftet med en järnvägsutredning är att studera flera alternativ till en ny järnväg för att komma fram till det bästa alternativet, som sedan detaljutformas i nästa steg, järnvägsplanen.
Den totala byggkostnaden beräknades i juni 2008 till mellan 20 och 26 miljarder kronor.
Exakt sträckning är inte bestämd, men stationer kommer åtminstone att finnas i Umeå, Sävar, Robertsfors, Bureå, Skellefteå, Piteå och Luleå.
Följande sträckor planeras enligt järnvägsutredningarna:
Sträckan Umeå - Robertsfors (JU 110): Utredningen förespråkar alternativ Ö2 med dragning längs med E4:an för att undvika ingrepp i områden som idag är relativt opåverkade av störningar. En dragning av Norrbotniabanan i närheten av väg E4 ger en samordnad infrastrukturkorridor, vilket innebär att en separat viltbarriär kan undvikas.
Sträckan Robertsfors - (Skellefteå) - Ostvik (JU 120): I denna utredning förespråkas alternativ Öst med Ö2-1, dvs en sträckning från Robertsfors till Ånäset och därifrån rakt norrut till Bureå. Därifrån går järnvägen mot nordost och korsar Skellefteälven strax öster om Skellefteå. Banan fortsätter längs den befintliga järnvägen genom Skellefteå och viker av väster om staden där den fortsätter norrut mot Kågedalen. Resecentrum planeras, förutom de sedan tidigare redan beslutade i Robertsfors och Skellefteå, även i Ånäset, Bureå och Kåge.
Sträckan Ostvik - länsgränsen (JU 130): Järnvägsutredningen avslutades under 2010 och resecentrum föreslås i Byske där järnvägen förespråkas passera i närheten av Byske havsbad.
Länsgränsen - Piteå (JU 140): Vald korridor är P2 vilket innebär att banan går drygt 5 km väster om E4 där den i höjd med Jävre svänger av mot nordöst och passerar Pite havsbad och därefter följer länsväg 506 fram till Munksund där den ansluter till befintlig bana. Resecentrum planeras vid nuvarande station i Piteå. Banan följer sedan befintlig järnväg i ca 1 km, där den svänger av och följer E4 fram till där länsväg 374 möter E4 (där banan går över till JU 150, se nedan).
Piteå – Gäddvik (JU 150): Järnvägsutredningen avslutades i början av år 2012 och Trafikverket valde att Rosvik E4 alternativet via Antnäs ska utgöra grunden för sträckan.
Gäddvik - Luleå (JU 160): Planerad korridor är OH vilket innebär att följer Lomtjärnsbergets höjdrygg från Södra Gäddvik till Kvarnträskets norra ände. Därefter löper banan parallellt med Lulviksvägen förbi Luleå flygplats. Banan går sedan ut på halvön Hamnholmen öster om flygplatsen och passerar Luleälven på bro vid Svartösundet. På norra sidan av sundet rundar alternativet Svartöstaden på landbro och ansluter till befintlig järnväg vid Malmbangården. Resecentrum föreslås vid Luleå flygplats samt vid nuvarande station.

## Haparandabanan
Norrbotniabanan var ursprungligen tänkt att fortsätta till Haparanda utmed kusten, men man har nöjt sig med en upprustning, inklusive elektrifiering, av den befintliga Haparandabanans västra del, mellan Boden och Morjärv, och därefter den sedan tidigare existerande godsbanan mellan Morjärv och Karlsborg utanför Kalix. Från strax öster om Kalix har en ny elektrifierad bana byggts vid kusten till Haparanda. Banan blev klar för trafik den 10 december 2012.